# بنجامين تايلر هنري
بنجامين تايلر هنري (بالإنجليزية: Benjamin Tyler Henry)‏ هو مخترِع أمريكي، ولد في 22 مارس 1821 في نيوهامبشير في الولايات المتحدة، وتوفي في 8 يونيو 1898.